# Frauenfußball Universitätssportverein Jena 2017-2018
Questa voce raccoglie le informazioni riguardanti la sezione di calcio femminile del Frauenfußball Universitätssportverein Jena nelle competizioni ufficiali della stagione 2017-2018.

## Maglie e sponsor
Il main sponsor era Hotel Staven, quello tecnico, fornitore delle tenute da gioco, Hummel.
|  | Casa | Trasferta |

## Rosa
Rosa, ruoli e numeri di maglia come da sito ufficiale, aggiornata al 9 ottobre 2017.
| N. |                          | Ruolo | Calciatore             |
| -- | ------------------------ | ----- | ---------------------- |
| 1  | Belgio (bandiera)        | P     | Justien Odeurs         |
| 2  | Nuova Zelanda (bandiera) | D     | Catherine Joan Bott    |
| 4  | Canada (bandiera)        | D     | Shannon Woeller        |
| 5  | Germania (bandiera)      | D     | Annalena Breitenbach   |
| 6  | Germania (bandiera)      | C     | Susann Utes            |
| 7  | Germania (bandiera)      | C     | Ivana Rudelić          |
| 8  | Stati Uniti (bandiera)   | A     | Hannah Keane           |
| 9  | Germania (bandiera)      | A     | Annalena Rieke         |
| 10 | Canada (bandiera)        | A     | Amelia Pietrangelo     |
| 11 | Canada (bandiera)        | A     | Tiffany Devona Cameron |
| 12 | Rep. Ceca (bandiera)     | D     | Jana Sedláčková        |

| N. |                        | Ruolo | Calciatore           |
| -- | ---------------------- | ----- | -------------------- |
| 13 | Germania (bandiera)    | D     | Karoline Heinze      |
| 14 | Inghilterra (bandiera) | C     | Jessica King         |
| 16 | Germania (bandiera)    | C     | Luca Maria Graf      |
| 17 | Germania (bandiera)    | D     | Lisa Seiler          |
| 18 | Germania (bandiera)    | C     | Annika Graser        |
| 19 | Croazia (bandiera)     | D     | Sandra Žigić         |
| 21 | Germania (bandiera)    | C     | Marie-Luise Herrmann |
| 22 | Germania (bandiera)    | P     | Stina Johannes       |
| 23 | Germania (bandiera)    | D     | Maren Tellenbröker   |
| 25 | Germania (bandiera)    | P     | Antonia Knupfer      |

## Calciomercato

### Sessione estiva
| Acquisti | Acquisti        | Acquisti            | Acquisti   |
| R.       | Nome            | da                  | Modalità   |
| -------- | --------------- | ------------------- | ---------- |
| P        | Anna Becher     | Siegen              | definitivo |
| P        | Antonia Knupfer | Sand II             | definitivo |
| A        | Jessica King    | Basilea             | definitivo |
| A        | Tiffany Cameron | Borussia M'gladbach | definitivo |
| A        | Amy Pietrangelo | Neunkirch           | definitivo |

| Cessioni | Cessioni        | Cessioni         | Cessioni                       |
| R.       | Nome            | a                | Modalità                       |
| -------- | --------------- | ---------------- | ------------------------------ |
| P        | Julia Gornowitz | Jena II          | aggregata alla squadra riserve |
| P        | Kathrin Längert |                  | ritirata                       |
| D        | Dolores Silva   | Braga            | definitivo                     |
| D        | Sophia Löser    | Jena II          | aggregata alla squadra riserve |
| C        | Lina Hausicke   | Werder Brema     | definitivo                     |
| C        | Julia Arnold    | Colonia          | definitivo                     |
| C        | Laura Luís      | Braga            | definitivo                     |
| C        | Franziska Mai   | Norimberga       | definitivo                     |
| C        | Claudia Vonkova | Bayern Monaco II | definitivo                     |
| C        | Anna Weiß       | Jena II          | aggregata alla squadra riserve |
| A        | Amber Hearn     | Colonia          | definitivo                     |

## Risultati

### Frauen-Bundesliga

#### Girone di andata
| Arbitro: | Söder (Ingolstadt) |

|                                      |           |            |
| Schmidt 43’ Huth 46’, 86’ Gasper 88’ | Marcatori | 48’ Heinze |

| Arbitro: | Joos (Leinfelden-Echterdingen) |

|                           |           |                       |
| Rieke 11’ Pietrangelo 44’ | Marcatori | 21’ König 73’ Clausen |

| Arbitro: | Derlin (Bad Schwartau) |

|                                     |           |  |
| Jakabfi 22’, 75’ Popp 33’, 39’, 83’ | Marcatori |  |

| Arbitro: | Stolz (Pritzwalk) |

|  |           |              |
|  | Marcatori | 43’ Yokoyama |

| Arbitro: | Weigelt (Lipsia) |

|                                                                                  |           |  |
| Ioannidou 17’, 59’ (rig.) Woeller 36’ (aut.) Feldkamp 38’ Anyomi 40’ Freutel 85’ | Marcatori |  |

| Arbitro: | Wildfeuer (Lubecca) |

|  |           |                                                                     |
|  | Marcatori | 6’ (aut.) Utes 8’ Islacker 48’ Rolfö 58’ Voňková 85’ (rig.) Laudehr |

| Arbitro: | Appelmann (Alzey) |

|          |           |  |
| Kohr 44’ | Marcatori |  |

| Arbitro: | Heimann (Gladbeck) |

|  |           |                          |
|  | Marcatori | 28’, 40’ Billa 63’ Evels |

| Arbitro: | Duske (Leverkusen) |

|             |           |  |
| Nikolić 83’ | Marcatori |  |

| Arbitro: | Schlemmer (Nußbach) |

|                                                                |           |  |
| Schiewe 38’ (rig.), 45+1’ Petermann 56’ Kayikçi 66’ Starke 86’ | Marcatori |  |

| Arbitro: | Schwermer (Rieder) |

|                                       |           |  |
| Utes 20’ Pietrangelo 81’ Seiler 90+2’ | Marcatori |  |

#### Girone di ritorno
| Arbitro: | Heimann (Gladbeck) |

|  |           |                                                         |
|  | Marcatori | 30’ Schwalm 49’ Kiwic 64’ (rig.), 66’ Elsig 84’ Ehegötz |

| Arbitro: | Kunkel (Amburgo) |

|             |           |                 |
| Angrick 74’ | Marcatori | 87’ Pietrangelo |

| Arbitro: | Wacker (Lehrensteinsfeld) |

|  |           |                                                   |
|  | Marcatori | 8’ Popp 25’ Wullaert 48’ Gunnarsdóttir 63’ Harder |

| Arbitro: | Söder (Ingolstadt) |

|                                  |           |                        |
| Groenen 45+2’, 74’ Munk 59’, 72’ | Marcatori | 18’ Seiler 89’ Cameron |

| Arbitro: | Derlin (Bad Schwartau) |

|  |           |           |
|  | Marcatori | 85’ Knaak |

| Monaco di Baviera 22 aprile 2018, ore 14:00 CEST 17ª giornata | Bayern Monaco                  | 0 – 0 referto | Jena | Stadion an der Grünwalder Straße (433 spett.)\| Arbitro: \| Joos (Leinfelden-Echterdingen) \| |
| Arbitro:                                                      | Joos (Leinfelden-Echterdingen) |               |      |                                                                                               |

| Jena 29 aprile 2018, ore 14:00 CEST 18ª giornata | Jena               | 0 – 0 referto | Colonia | Ernst-Abbe-Sportfeld (360 spett.)\| Arbitro: \| Söder (Ingolstadt) \| |
| Arbitro:                                         | Söder (Ingolstadt) |               |         |                                                                       |

| Arbitro: | Duske (Leverkusen) |

|                        |           |                                    |
| Hartig 10’ Waßmuth 66’ | Marcatori | 7’ Seiler 36’ Pietrangelo 84’ Utes |

| Arbitro: | Wildfeuer (Lubecca) |

|  |           |              |
|  | Marcatori | 15’ Aschauer |

| Arbitro: | Wozniak (Herne) |

|  |           |                                                      |
|  | Marcatori | 18’ (aut.) Seiler 45+3’ Simon 57’ Bühl 80’ Petermann |

| Arbitro: | Hussein (Bad Harzburg) |

|            |           |  |
| Morina 88’ | Marcatori |  |

### DFB-Pokal der Frauen
| Arbitro: | Stremel (Barnten) |

|  |           |                                  |
|  | Marcatori | 15’ Rieke 50’ Seiler 68’ Woeller |

| Arbitro: | Breier (Konz) |

|                      |           |  |
| De Backer 13’ (rig.) | Marcatori |  |

## Statistiche

### Statistiche di squadra
| Competizione         | Punti | In casa | In casa | In casa | In casa | In casa | In casa | In trasferta | In trasferta | In trasferta | In trasferta | In trasferta | In trasferta | Totale | Totale | Totale | Totale | Totale | Totale | DR  |
| Competizione         | Punti | G       | V       | N       | P       | Gf      | Gs      | G            | V            | N            | P            | Gf           | Gs           | G      | V      | N      | P      | Gf     | Gs     | DR  |
| -------------------- | ----- | ------- | ------- | ------- | ------- | ------- | ------- | ------------ | ------------ | ------------ | ------------ | ------------ | ------------ | ------ | ------ | ------ | ------ | ------ | ------ | --- |
| Frauen-Bundesliga    | 10    | 11      | 1       | 2       | 8       | 5       | 26      | 11           | 1            | 2            | 8            | 7            | 30           | 22     | 2      | 4      | 16     | 12     | 56     | -44 |
| DFB-Pokal der Frauen | -     | -       | -       | -       | -       | -       | -       | 2            | 1            | 0            | 1            | 3            | 1            | 2      | 1      | 0      | 1      | 3      | 1      | +2  |
| Totale               | -     | 11      | 1       | 2       | 8       | 5       | 26      | 13           | 2            | 2            | 9            | 10           | 31           | 24     | 3      | 4      | 17     | 15     | 57     | -42 |

### Andamento in campionato
| Giornata  | 1 | 2 | 3  | 4  | 5  | 6  | 7  | 8  | 9  | 10 | 11 | 12 | 13 | 14 | 15 | 16 | 17 | 18 | 19 | 20 | 21 | 22 |
| --------- | - | - | -- | -- | -- | -- | -- | -- | -- | -- | -- | -- | -- | -- | -- | -- | -- | -- | -- | -- | -- | -- |
| Luogo     | T | C | T  | C  | T  | C  | T  | C  | T  | T  | C  | C  | T  | C  | T  | C  | T  | C  | T  | C  | C  | T  |
| Risultato | P | N | P  | P  | P  | P  | P  | P  | P  | P  | V  | P  | N  | P  | P  | P  | N  | N  | V  | P  | P  | P  |
| Posizione | 9 | 8 | 10 | 10 | 10 | 10 | 11 | 11 | 11 | 11 | 11 | 11 | 11 | 11 | 12 | 12 | 12 | 12 | 11 | 11 | 11 | 12 |

Legenda:

Luogo: C = Casa; T = Trasferta. Risultato: V = Vittoria; N = Pareggio; P = Sconfitta.

### Statistiche delle giocatrici
| Giocatore | Frauen-Bundesliga | Frauen-Bundesliga | Frauen-Bundesliga | Frauen-Bundesliga | DFB-Pokal der Frauen | DFB-Pokal der Frauen | DFB-Pokal der Frauen | DFB-Pokal der Frauen | Totale   | Totale | Totale      | Totale     |
| Giocatore | Presenze          | Reti              | Ammonizioni       | Espulsioni        | Presenze             | Reti                 | Ammonizioni          | Espulsioni           | Presenze | Reti   | Ammonizioni | Espulsioni |
| --------- | ----------------- | ----------------- | ----------------- | ----------------- | -------------------- | -------------------- | -------------------- | -------------------- | -------- | ------ | ----------- | ---------- |
| A. Rieke  | 7                 | 1                 | 0                 | 0                 | 1                    | 1                    | 0                    | 0                    | 8        | 2      | 0           | 0          |